# Walter Bou
Walter Ariel Bou (Concordia, Provincia de Entre Ríos, Argentina; 25 de agosto de 1993) es un futbolista argentino. Juega como delantero y su primer equipo fue Gimnasia y Esgrima La Plata. Actualmente milita en Lanús de la Liga Profesional. Es hermano del exfutbolista Gustavo Bou.

## Trayectoria

### Gimnasia y Esgrima La Plata
Hizo inferiores y jugó en reserva en Boca Juniors y después pasaría a Gimnasia y Esgrima La Plata donde debutó en 2014 bajo la dirección técnica de Pedro Troglio.
El 14 de febrero de 2016 marcó el primer gol de su carrera en un partido contra Patronato de Paraná a los 29' minutos del segundo tiempo.
Su primer doblete llegó el 21 de febrero de ese mismo año ante Sarmiento de Junín, partido que terminaría 3-1 a favor de su equipo.
Cerró su etapa en El Lobo con 7 goles en 29 partidos.

### Boca Juniors
En junio de 2016 se concreta su vuelta a Boca Juniors, equipo al que se sumó para jugar la Copa Libertadores 2016.
Convirtió su primer gol oficial con la camiseta de Boca el 16 de octubre de 2016 ante Sarmiento de Junín en un partido correspondiente a la sexta fecha del Campeonato 2016-17.
El 27 de noviembre de 2016, contra San Lorenzo de Almagro marca el 2 a 0 a los 26 minutos del primer tiempo, cuyo partido terminó 2 a 1 a favor de Boca.
El 4 de diciembre de 2016, en el clásico contra Racing marco su primer doblete con la camiseta de Boca, partido que finaliza ganando Boca por 4 a 2 por el campeonato local.
En la siguiente fecha convirtió el primer gol del superclásico frente a River Plate en el Monumental, siendo reemplazado por Ricardo Centurión en el segundo tiempo. El partido finalizaría 4 a 2 a favor de los xeneizes.

### Unión de Santa Fe
Luego de su paso por Vitória de Brasil y por Unión La Calera de Chile, en julio de 2019 llega a Unión de Santa Fe en calidad de cedido procedente de Boca Juniors para disputar la Superliga Argentina 2019/2020.

### Lanús
Luego de su paso por Vélez Sarsfield en 2022 y al no ser titular en los últimos tiempos en el club, a principios del 2024 se convierte en nuevo refuerzo de Lanús que adquiere el 100% de su ficha.

## Estadísticas
- Actualizado al 20 de julio de 2025

| Club                         | Div.                | Temporada           | Liga  | Liga  | Copa nacional | Copa nacional | Copa internacional | Copa internacional | Total | Total |
| Club                         | Div.                | Temporada           | Part. | Goles | Part.         | Goles         | Part.              | Goles              | Part. | Goles |
| ---------------------------- | ------------------- | ------------------- | ----- | ----- | ------------- | ------------- | ------------------ | ------------------ | ----- | ----- |
| Gimnasia (LP) Argentina      | 1.ª                 | 2014                | 8     | 0     | 1             | 0             | 2                  | 0                  | 11    | 0     |
| Gimnasia (LP) Argentina      | 1.ª                 | 2015                | 2     | 0     | 0             | 0             | -                  | -                  | 2     | 0     |
| Gimnasia (LP) Argentina      | 1.ª                 | 2016                | 15    | 7     | 1             | 0             | -                  | -                  | 16    | 7     |
| Gimnasia (LP) Argentina      | Total               | Total               | 25    | 7     | 2             | 0             | 2                  | 0                  | 29    | 7     |
| Boca Juniors Argentina       | 1.ª                 | 2016/17             | 25    | 6     | 1             | 0             | 1                  | 0                  | 27    | 6     |
| Boca Juniors Argentina       | 1.ª                 | 2017/18             | 16    | 3     | 2             | 0             | 3                  | 0                  | 21    | 3     |
| Boca Juniors Argentina       | 1.ª                 | 2020                | -     | -     | 0             | 0             | 3                  | 0                  | 3     | 0     |
| Boca Juniors Argentina       | Total               | Total               | 41    | 9     | 3             | 0             | 7                  | 0                  | 51    | 9     |
| Vitória · Brasil             | 1.ª                 | 2018                | 8     | 0     | -             | -             | -                  | -                  | 8     | 0     |
| Vitória · Brasil             | Total               | Total               | 8     | 0     | -             | -             | -                  | -                  | 8     | 0     |
| Unión La Calera · Chile      | 1.ª                 | 2019                | 13    | 2     | 4             | 3             | 4                  | 1                  | 21    | 6     |
| Unión La Calera · Chile      | Total               | Total               | 13    | 2     | 4             | 3             | 4                  | 1                  | 21    | 6     |
| Unión Argentina              | 1.ª                 | 2019/20             | 20    | 5     | 2             | 1             | 2                  | 1                  | 24    | 7     |
| Unión Argentina              | Total               | Total               | 20    | 5     | 2             | 1             | 2                  | 1                  | 24    | 7     |
| Defensa y Justicia Argentina | 1.ª                 | 2020                | -     | -     | -             | -             | 5                  | 0                  | 5     | 0     |
| Defensa y Justicia Argentina | 1.ª                 | 2021                | 25    | 10    | 14            | 6             | 8                  | 4                  | 47    | 20    |
| Defensa y Justicia Argentina | 1.ª                 | 2022                | 4     | 0     | 16            | 2             | 4                  | 1                  | 24    | 3     |
| Defensa y Justicia Argentina | Total               | Total               | 29    | 10    | 30            | 8             | 17                 | 5                  | 76    | 23    |
| Vélez Argentina              | 1.ª                 | 2022                | 18    | 5     | 1             | 0             | 6                  | 0                  | 25    | 5     |
| Vélez Argentina              | 1.ª                 | 2023                | 18    | 3     | 6             | 0             | -                  | -                  | 24    | 3     |
| Vélez Argentina              | Total               | Total               | 36    | 8     | 7             | 0             | 6                  | 0                  | 49    | 8     |
| Lanús Argentina              | 1.ª                 | 2024                | 19    | 7     | 15            | 6             | 11                 | 7                  | 45    | 20    |
| Lanús Argentina              | 1.ª                 | 2025                | 17    | 3     | 2             | 0             | 4                  | 0                  | 23    | 3     |
| Lanús Argentina              | Total               | Total               | 36    | 10    | 17            | 6             | 15                 | 7                  | 68    | 23    |
| Total en su carrera          | Total en su carrera | Total en su carrera | 208   | 51    | 65            | 18            | 53                 | 14                 | 326   | 83    |

## Palmarés

### Campeonatos nacionales
| Título              | Club         | País      | Año  |
| ------------------- | ------------ | --------- | ---- |
| Primera División    | Boca Juniors | Argentina | 2017 |
| Superliga Argentina | Boca Juniors | Argentina | 2018 |

### Copas internacionales
| Título              | Club               | Sede     | Año  |
| ------------------- | ------------------ | -------- | ---- |
| Copa Sudamericana   | Defensa y Justicia | Córdoba  | 2021 |
| Recopa Sudamericana | Defensa y Justicia | Brasilia | 2021 |